# Friedrich Ferdinand Alexander zu Dohna-Schlobitten

Alexander Graf zu Dohna-Schlobitten

Friedrich Ferdinand Alexander Burggraf und Graf zu Dohna-Schlobitten (* 29. März 1771 auf Schloss Finckenstein (Westpreußen); † 31. März 1831 in Königsberg) war ostpreußischer Staatsmann und Politiker.

## Leben
Seine Eltern waren Friedrich Alexander Burggraf und Graf zu Dohna-Schlobitten (* 6. Juli 1741; † 8. April 1825) und dessen Ehefrau Luise Amalie Caroline geb. Gräfin Finck von Finckenstein (* 23. Oktober 1746: 23. Februar 1825). Er entstammte einer militärischen Tradition. Sein Großvater mütterlicherseits Friedrich Ludwig Graf Finck von Finckenstein war preußischer Generalleutnant, sein Großvater väterlicherseits Alexander Emil Burggraf und Graf zu Dohna-Schlobitten war preußischer Oberst. Sein Bruder Friedrich Karl wurde preußischer Feldmarschall.
Dohna-Schlobitten studierte an der Brandenburgischen Universität Frankfurt und der Georg-August-Universität Göttingen Kameralistik (Finanzwissenschaften). Dann besuchte er die Büsch'sche Handelsschule in Hamburg, wo er sich mit Alexander von Humboldt anfreundete. 1790 trat er in die Kriegs- und Domänenkammer in Berlin ein und wurde ein Jahrzehnt später Direktor der Kriegs- und Domänenkammer in Marienwerder. Eine freundschaftliche Verbindung bestand zu dem evangelischen Theologen Friedrich Schleiermacher, der von 1790 bis 1793 Hauslehrer im elterlichen Schloss Schlobitten war. Über beinahe 40 Jahre unterhielten Alexander Dohna und Schleiermacher eine umfangreiche Korrespondenz.

## Militärzeit
Als Preußen im Oktober 1806 seine Niederlage von Jena und Auerstedt erlebte, versetzte Dohna-Schlobitten Danzig und Graudenz in den Verteidigungszustand. Er setzte für Westpreußen durch, dass sich dort die Behörden verpflichteten, nichts gegen die Besatzer zu unternehmen, solange diese die Provinz in ihrer Gewalt hatten. Als die Franzosen hierfür eine Geisel als Pfand forderten, meldete sich Dohna-Schlobitten als Freiwilliger, um einem von den Eroberern hierfür ausgewählten Älteren dieses Schicksal zu ersparen, und er erlebte einige Wochen französische Geiselhaft.
Nachdem Napoléon Bonaparte Schloss Finckenstein zu seinem Hauptquartier gemacht hatte, befahl er Dohna-Schlobitten im April 1807 zu einer Audienz dorthin. Der Usurpator hoffte, über ihn und dessen Vater dahingehend Einfluss nehmen zu können, dass diese bei König Friedrich Wilhelm III. für einen französisch-preußischen Separatfrieden und einen Austritt Preußens aus der Anti-Napoleon-Koalition eintraten. Dohna-Schlobitten gelang es, Napoleon zu überzeugen, dass er gegenüber Westpreußen auf eine Kriegskontribution verzichtete.
In Anerkennung dieses Erfolges wurde er am 4. August 1807 von Friedrich Wilhelm III. zum Präsidenten der Kriegs- und Domänenkammer ernannt. In dieser Funktion musste er mit seinem französischen Gegenspieler Marschall Nicolas-Jean de Dieu Soult den Tilsiter Frieden vom 7. Juli 1807 umsetzen.

## Politische Zeit
Der preußische Reformer Heinrich Friedrich Karl Reichsfreiherr vom und zum Stein wurde auf Dohna-Schlobitten aufmerksam und schlug ihn zu seinem Nachfolger als Innenminister vor, als er selbst auf Druck des Franzosenkaisers 1808 entlassen wurde. Als Innenminister unterstützte Dohna-Schlobitten Wilhelm von Humboldt bei der Gründung der Humboldt-Universität zu Berlin, die 1810 erfolgte.
Als er sich daran machte, den Plan seines Vorgängers einer Zusammenfassung der obersten Staats- und Verwaltungsbehörden im Staatsrat zu verwirklichen, kam es zum Konflikt mit seinem Kabinettschef Karl August Fürst von Hardenberg. Der leitende Minister interpretierte die Schaffung einer über ihm stehenden Zentralbehörde  als einen Angriff auf seine Stellung. Als Hardenberg Staatskanzler wurde, nahm Dohna-Schlobitten im November 1810 aus Protest gegen dessen autoritären Führungsstil seinen Abschied.
Von der Kabinettsdisziplin befreit konnte Dohna-Schlobitten bei der Erhebung Ostpreußens gegen die napoleonische Fremdherrschaft eine führende Rolle spielen. Gemeinsam mit Stein trug er nach dem Brand von Moskau zum Zustandekommen der Zusammenkunft der ostpreußischen Stände am 5. Februar 1813 in Königsberg bei. Zusammen mit Johann David Ludwig Graf Yorck von Wartenburg lenkte und leitete er die Verhandlungen des Ständetages.
Mit seinem Bruder und dem wie Stein in russischen Diensten stehenden Carl von Clausewitz arbeitete er einen Landwehrordnungs-Entwurf aus und sorgte durch eine geschickte Leitung der Beratungen für dessen Annahme. Er wurde zum Vorsitzenden der Generalkommission für die Volksbewaffnung gewählt und begann ohne Verzug gegen den Widerstand der Behörden mit der Organisation der Landwehr.
Erst nachträglich legitimierte der preußische König dieses selbständige Vorgehen der Ostpreußen. Am 17. März 1813 genehmigte er den Plan zur Errichtung der Landwehr. Zwei Tage später beauftragte er den auf dem Ständetag zum Vorsitzenden der Generalkommission für die die Volksbewaffnung ernannten Dohna-Schlobitten mit dieser Volksbewaffnung und ernannte ihn darüber hinaus zum Zivilgouverneur für Preußen östlich der Weichsel.
Trotz dieser Gunstbezeugungen kam eine Rückkehr in das preußische Ministerium wegen seines Gegensatzes zu Hardenberg nicht in Frage. Als nach dem Ende der napoleonischen Kriege am 3. Juni 1814  auch seine Zivilgouverneurstelle aufgehoben wurde, zog sich Dohna-Schlobitten aus der aktiven Politik nach Schlobitten zurück.

## Rückzug aus der Staatspolitik
Als Generallandschaftsdirektor, wozu er bereits am 28. September 1813 gewählt worden war, und nach der Einführung der provinzialständischen Verfassung 1824 als Abgeordneter des Landkreises Mohrungen hat er auch ohne Staatsamt im öffentlichen Leben der Provinz starken Einfluss ausgeübt. Dohna-Schlobitten nutzte ihn zur Unterstützung der liberalen Opposition seines Freundes Theodor von Schön. Er zeigte in der anschließenden Zeit der Restauration und Reaktion Zivilcourage. So veranlasste er 1820 einen Protest gegen die von seinem eigenen König mitgetragenen Karlsbader Beschlüsse.